# Superjuffie
Superjuffie is een Nederlandse familiefilm uit 2018, geregisseerd door Martijn Smits. Het is een verfilming van het eerste deel uit de boekenreeks van Janneke Schotveld waarvoor het scenario werd geschreven door Tijs van Marle. De film beleefde na de vertoning op het Nederlands Film Festival haar première op 10 oktober 2018.

## Verhaal
Josje is een nieuwe juf in groep zes van een basisschool ergens in Nederland. Ze mag tijdelijk in het huis van haar tante Frederique wonen, die de hele wereld over reist. In een verborgen nis in dat huis vindt Josje een beeldje dat door een Zuid-Amerikaanse stam is gemaakt uit een kokosnoot. Als ze het beeldje per ongeluk laat vallen stijgt een geheimzinnig groen gas op dat Josje erg doet draaien waarna ze flauwvalt. Als Josje weer bijkomt merkt zij te laat is voor haar werk op de school.
Eenmaal op school sluit Josje vriendschap met conciërge Hakim en raakt al snel in conflict met hoofdmeester Snor. Tijdens het lesgeven hoort ze ineens de stem van een dier. Meteen daarop eet ze een krijtje, draagt een superheldenkostuum en vliegt naar het om hulp roepende diertje toe. Met enig vallen en opstaan krijgt ze het vliegen onder de knie.
Intussen is een tijgerwelpje uit de plaatselijke dierentuin spoorloos verdwenen, samen met de directeur van de dierentuin. De plaatsvervanger (Edna Engelenhaar) blijkt achter de verdwijning van beide te zitten. Zij drijft handel in exotische dieren die ze voor veel geld verkoopt.
Met de hulp van vier van haar leerlingen (Toby, Mila, Bo en Mimoun) weet Superjuffie directeur Jan en het tijgerwelpje te bevrijden en Edna Engelenhaar in te rekenen. Aan het einde van de film kussen Superjuffie en Hakim elkaar voor het eerst.

## Rolverdeling
- Diewertje Dir - Josje / Superjuffie
- Maarten Wansink - Directeur Jan
- Harry Piekema - Hoofdmeester Snor
- Carly Wijs - Edna Engelenhaar
- Huub Smit - Agent
- Hassan Slaby - Hakim
- Jeevan Dhanpat - Mimoun
- Josephine Nollen - Bo
- Lucas Reijnders - Toby
- Bente Wallenburg - Mila
- Ilse Warringa - Kat (stemrol)
- Lukas Dijkema	- Kameel (stemrol)
- Florien Ferdinandus - Biggetjes, aapjes (stemrol)
- Liz Vergeer - Biggetjes, aapjes (stemrol)
- Oren Schrijver - Hond (stemrol)
- Thijs van Aken - Willem de Rat (stemrol)
- Vajèn van den Bosch - Konijn (stemrol)
- Abatutu - Kat (onvermeld)